# Saccharomycotina
Saccharomycotina é um subfilo do filo Ascomycota (fungos que formam os seus esporos sexuais em ascos semelhantes a bolsas), e consiste de leveduras - não formam ascocarpos, os seus ascos são nus e podem reproduzir-se assexuadamente por gemulação.
A única classe neste subfilo é Saccharomycetes.
Inclui a bem conhecida levedura de padeiro (Saccharomyces cerevisiae) e o género Candida que infecta os seres humanos.